# الکساندر بم

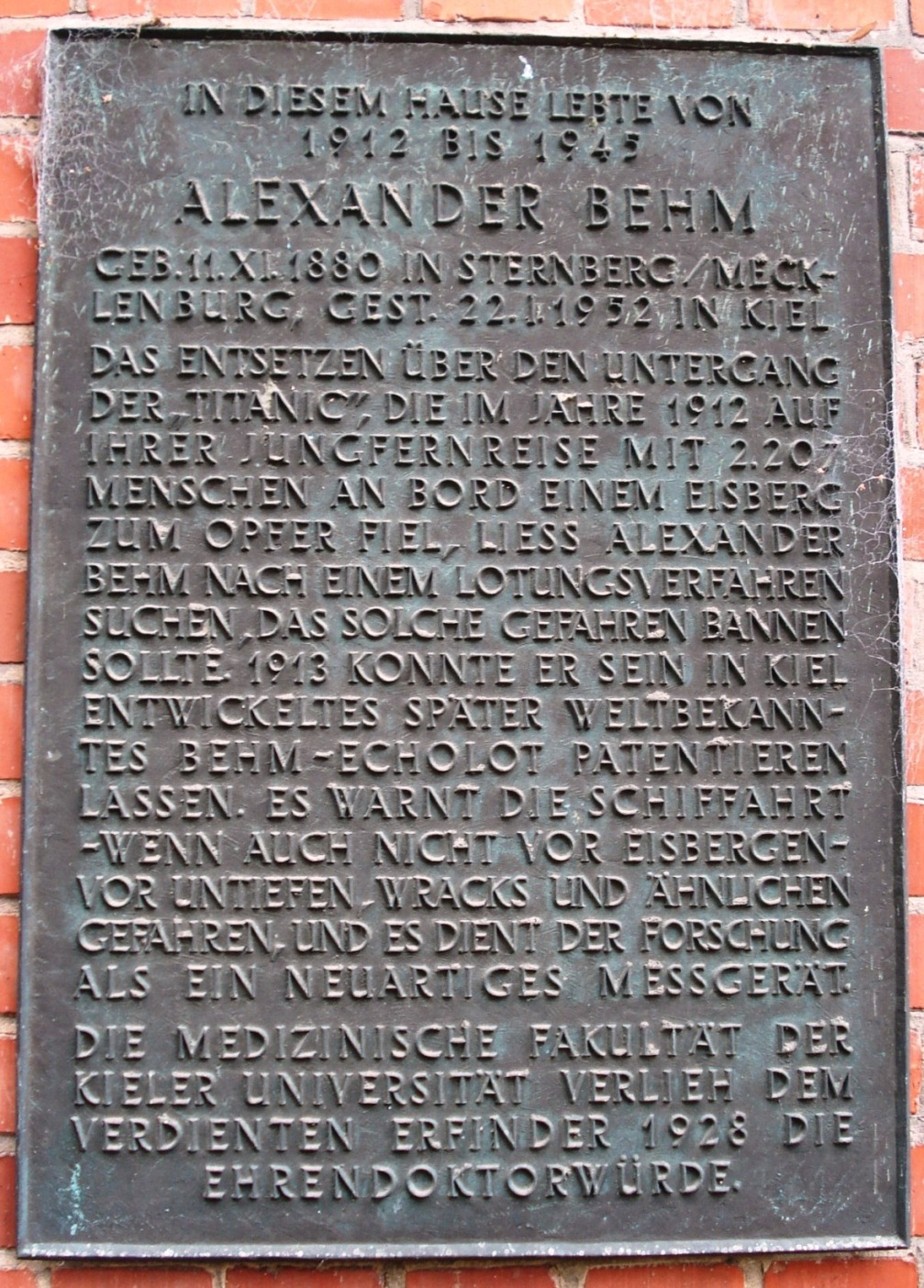
یادمان الکساندر بم

 الکساندر بم (انگلیسی: Alexander Behm؛ زاده ۱ ژانویه ۱۸۸۰ درگذشته ۱ ژانویه ۱۹۵۲) یک فیزیک‌دان اهل آلمان بود.